# Nogometni Klub Šampion Celje
Il Nogometni Klub Šampion Celje è una società calcistica con sede a Celje in Slovenia.
Fondato nel 1995, il club nella stagione 2013-2014 milita nella Druga slovenska nogometna liga.

## Stadio
Il club gioca le gare casalinghe allo stadio Arena Petrol, che ha una capacità di 11000 posti a sedere.

## Palmarès

### Competizioni nazionali
- 4.SNL: 1

2007-2008